# 奧列克西涅
50°31′20″N 34°56′7″E / 50.52222°N 34.93528°E

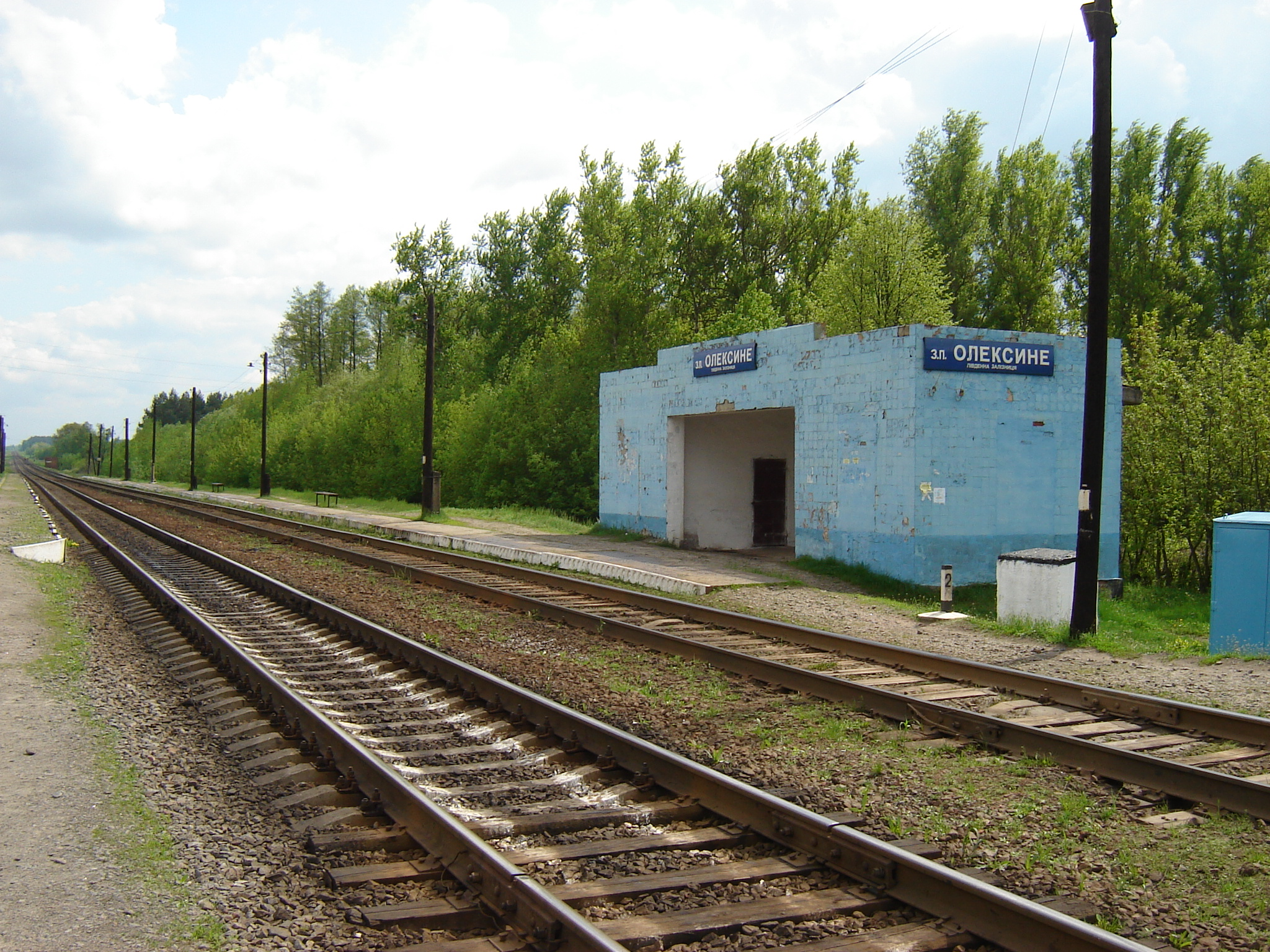

奧萊克西內（烏克蘭語：Олексине）是位於烏克蘭東北部的村莊，由蘇梅州奥赫蒂尔卡区的特羅斯佳內茨市鎮負責管轄。該村處於博羅姆利亞河左岸，分別距離特羅斯佳涅茨2.5公里和沃夫基夫4公里，海拔高度117米，2001年人口418。